# Franz Waxman
Franz Wachsmann o Franz Waxman (Königshütte, Alta Silesia; 24 de diciembre de 1906-Los Ángeles, California; 24 de febrero de 1967) fue un compositor alemán nacionalizado estadounidense, conocido principalmente por sus trabajos para el género de música cinematográfica. Waxman fue el compositor de la música de películas tales como La novia de Frankenstein (1935), Rebecca (1940) y La ventana indiscreta (1954). También compuso obras de concierto, incluyendo el oratorio Joshua (1959) y La canción de Terezin (1965), una obra para orquesta, coro y coro de niños basada en poemas escritos por los niños del Campo de Concentración de Theresienstadt durante la Segunda Guerra Mundial. Waxman también fundó el Festival de Música de Los Ángeles en 1947 en el que dirigió un importante número de estrenos en la Costa Oeste tanto de compositores de cine compañeros suyos como de compositores de música para concierto.

## Biografía

### Primeros años (1906-1934)
Nació con el nombre de Franz Wachsmann en Königshütte (Chorzów) en 1906 en una familia judía en la provincia de Silesia en el Reino de Prusia (hoy en Polonia). Fue el más pequeño de seis hermanos. A la edad de tres años Waxman sufrió una lesión seria en los ojos al derramársele agua hirviendo de una estufa, lo que dejó su visión dañada de forma permanente. Nadie en la familia tenía dotes musicales, excepto Franz, que empezó a tomar lecciones de piano a la edad de siete años. Su padre era industrial y al no creer que su hijo podía ganarse la vida con la música, le animó a que iniciara una carrera en la banca. Trabajó durante dos años y medio como cajero y utilizó su sueldo para pagarse las lecciones de piano, armonía y composición. Luego dejó el banco y se trasladó a Dresde primero y a Berlín después para estudiar música.
En 1923, a los 16 años, Waxman se matriculó en la Academia de Música de Dresde para estudiar composición y dirección. Waxman vivía del dinero que ganaba tocando música popular y se las arreglaba para poder ir a la escuela. Mientras trabajaba como pianista con los Weintraub Syncopaters, una banda de jazz de moda, Waxman conoció a Frederick Hollander que le presentó al eminente director Bruno Walter.
Waxman trabajó como orquestador para la industria cinematográfica alemana, incluyendo la partitura para la película de Hollander  El ángel azul en 1930. El productor Erich Pommer, que también era el director de los estudios UFA en Berlín, estaba tan encantado con la orquestación de la partitura para El ángel azul que le dio a Waxman su primera partitura dramática de envergadura en 1934: la versión de Fritz Lang de Liliom (1933) que fue filmada en París tras huir de Alemania. Ese mismo año Waxman sufrió un ataque violento por simpatizantes nazis en Berlín que le llevó a abandonar Alemania y a mudarse con su esposa primero a París y poco tiempo después a Hollywood. El siguiente proyecto de Pommer, Music in the air de Jerome Kern (Fox Films, 1934), le condujo a los Estados Unidos, y se llevó a Waxman con él para arreglar la música.

### Música para el cine y el Festival de Música de Los Ángeles (1935-1949)
En Hollywood Waxman conoció a James Whale, que había quedado gratamente impresionado con la partitura de Waxman para Liliom, por lo que le encargó la composición de la música para la película La novia de Frankenstein (1935) cuyo éxito derivó en un contrato de dos años como director del departamento de música de la Universal. Compuso una docena de las más de 50 películas de la Universal en las que trabajó como director musical. Entre las más conocidas están Diamond Jim (1935) o El rayo invisible (The Invisible Ray) (1936). 
Dos años después de llegar a Hollywood, Waxman, que tenía 30 años, firmó un contrato de siete años con la Metro Goldwyn Mayer para componer. Hacía una media de siete películas al año, y fue durante este periodo cuando compuso la banda sonora de películas de Spencer Tracy tan famosas como Capitanes intrépidos (Captains Corageous), El extraño caso del Dr. Jekyll (Dr. Jekyll and Mr. Hyde) y La mujer del año (Woman of the Year). En 1937, Waxman fue cedido por la MGM a David O. Selznick para la película Los alegres vividores (The Young at Heart) y fue nominado para las candidaturas a la mejor banda sonora y a la mejor música original, las dos primeras nominaciones a los Premios de la Academia de las 12 que recibió por las 144 películas para las que compuso la banda sonora en sus 32 años en Hollywood. En 1940 fue cedido de nuevo a Selznick, esta vez para la película de Hitchcock Rebeca. Esta banda sonora fue la que consolidó su nombre. La banda sonora de Rebeca es misteriosa y etérea, siempre en concordancia con el estado de ánimo de los personajes de la película y, como Jack Sullivan dijo, convirtiéndose en una "caja de resonancia para el subconsciente". Fue nominado por tercera vez a los Premios de la Academia. 
En 1943 Waxman dejó la MGM y comenzó un largo periodo de asociación con la Warner Bros., trabajando estrechamente con compositores de bandas sonoras de la talla de Erich Wolfgang Korngold o Max Steiner. Vieja amistad (Old Acquaintance) es una película de este período. (Selecciones de otras tres partituras suyas para la Warner pueden ser escuchadas en álbumes de la RCA: "El señor Skeffington (Mr. Skeffington) se incluye en "Classic Film Scores for Bette Davis", Tener y no tener (To Have and Have Not) y "Las dos señoras Carroll (The Two Mrs. Carrolls) están incluidas en "Casablanca - Classic Film Scores for Humphrey Bogart", y ¡Objetivo, Birmania! (Objective, Burma!) está en "Captive Blood" - Classic Film Scores for Errol Flynn). 
En 1947 Waxman fundó el Festival Internacional de Música de Los Ángeles que dirigió durante veinte años. En él se produjo el estreno mundial y americano de más de 80 obras de compositores como Stravinsky, William Walton, Vaughan Williams, Shostakovich y Schoenberg, pero también de colegas como Miklós Rózsa, de quien dirigió su Concierto para Violín. Durante 1947 Waxman tenía una agenda muy apretada. Además de dedicar gran parte de su tiempo al festival, era requerido por los estudios de cine más importantes, era director invitado de orquestas sinfónicas en Europa y en los Estados Unidos y componía música de concierto. Para la película Humoresque escribió una pieza especial basada en temas de la ópera Carmen de Bizet, que fue interpretada por Isaac Stern en la grabación. La "Fantasía Carmen" se convirtió en una pieza de repertorio y fue grabada por Jascha Heifetz para la RCA. Otra obras de concierto de Waxman destacadas son "Obertura para trompeta y orquesta", basada en temas de la película The Horn Blows at Midnight; Sinfonietta para orquesta de cuerda y timbales; el ciclo de canciones "The song of Terezin"; y un oratorio "Josua".

### Bandas sonoras de posguerra (1947-1959)
Hacia 1947 Waxman abandonó la Warner y se convirtió en un compositor independiente, aceptando únicamente los trabajos que le interesaban de todos los que le llegaban. Waxman compuso la banda sonora de la película Voces de muerte (Sorry, Wrong Number) (1948), que alcanza el clímax con el uso una passacaglia, destacando la capacidad de inventiva de Waxman a la hora de usar formas musicales poco comunes para el cine. Waxman ya había usado formas musicales clásicas en películas como La novia de Frankenstein (1935), donde la escena de la "Creación" es en efecto una fantasía sobre una nota.
En 1950 Waxman ganó el Premio de la Academia por la banda sonora de la película de Billy Wilder El crepúsculo de los dioses (Sunset Boulevard) y en 1951 por la banda sonora de la película de George Stevens Un lugar en el sol (A Place in the Sun), convirtiéndose durante medio siglo en el único compositor en ganar el premio a la mejor banda sonora en dos años consecutivos. En los años 50 y 60 compuso algunas de sus mejores y más variadas obras no sólo para el cine sino para la sala de conciertos. En el ámbito cinematográfico, además de las dos premiadas ya mencionadas, destacaron El Príncipe Valiente (Prince Valiant) y Taras Bulba y, aunque siempre se le había asociado con películas románticas, ahora progresó hacia partituras épicas y de orientación jazzística. Crime in the Streets, The Spirit of St. Louis, Sayonara, Peyton Place y The Nun's Story también pertenecen a dicho periodo y fueron incorporadas en discos de bandas sonoras. En el ámbito de la música para la sala de conciertos, la sinfonietta para cuerda y timbales llegó en 1955 y en 1959 Waxman completó su oratorio Joshua. Compuesto para conmemorar la muerte de su esposa, Joshua, con fuertes influencias hebreas y el uso extensivo de la forma es un ejemplo poderoso del arte compositivo de Waxman al final de los años 50.

### Últimos años (1960-1967)
Los últimos años de vida de Waxman fueron de continuo crecimiento como compositor. Christopher Palmer escribe que en el momento de su muerte en 1967, “Waxman estaba en el cenit de su poder.” La producción de Waxman en los 60 fue quizás más tenue que la que le precedió, sin embargo escribió Taras Bulba en 1962. Waxman trabajó en varios programas de televisión, incluyendo Gunsmoke, en 1966.
"The Song of Terezin" (1965) se basaba en poemas de niños internados en el campo de concentración nazi Theresienstadt. Quizás la profunda conexión espiritual de Waxman con este tema provenga de su propio encuentro con nazis en una calle de Berlín en 1934, pero cualquiera que sea la razón, "The Song of Terezin" se mantiene como la obra más ejemplar de la vida del compositor. La obra está escrita para coro mixto, coro de niños, soprano solista y orquesta. La carrera de Waxman terminó con su muerte a causa del cáncer en febrero de 1967, diez meses antes de cumplir los sesenta años. Dejó un legado de más de 150 bandas sonoras para películas y una abundante colección de obras de concierto.
Franz Waxman recibió muchos honores a lo largo de su vida, incluyendo la cruz del mérito de la República Federal Alemana, miembro honorario de la Sociedad Mahler y de la Asociación Internacional de las Artes y las Letras y un doctorado honorífico de las letras y humanidades por la Universidad de Columbia. En 1999 los Estados Unidos produjeron un sello con su efigie, junto con Erich Wolfgang Korngold, Max Steiner, Dimitri Tiomkin, Bernard Herrmann y Alfred Newman. En 2006, durante el centenario de su nacimiento, se puso el nombre de Franz Waxmanstrasse a una calle en el lugar de su nacimiento. La Academy of Motion Pictures Arts & Sciences y Turner Classic Movies le rindieron homenajes. El Museo de Arte Moderno de Nueva York presentó una retrospectiva de 24 películas, siendo la primera vez que el MoMA homenajea a un compositor. La Orquesta Sinfónica de Chicago interpretó recientemente en directo la banda sonora completa de La novia de Frankenstein.

### Legado
Algunas de las partituras de Waxman han sido grabadas tanto en LP como en CD. Charles Gerhardt y la National Philharmonic Orchestra interpretaron selecciones de varias partituras de Waxman para el sello RCA Victor a principios de los 70 usando el sistema de sonido Dolby Sorround.
El American Film Institute clasificó la partitura de El crepúsculo de los dioses (Sunset Boulevard) en el puesto número 16 de su lista de las más grandes bandas sonoras de la historia. La siguiente lista de partituras también fueron nominadas para ir incluidas en esa lista:
- La novia de Frankenstein (1935)
- Dr. Jekyll and Mr. Hyde (1941)
- The Nun's Story (1959)
- Peyton Place (1957)
- The Philadelphia Story (1940)
- A Place in the Sun (1951)
- Rebecca (1940)
- Sayonara (1957)
- The Spirit of St. Louis (1957)
- Taras Bulba (1962).

A lo largo de su carrera cinematográfica recibió un total de 12 nominaciones a los Premios de la Academia por:
- 1938 - Los alegres vividores (The Young in Heart) - Candidatura a la mejor banda sonora.
- 1938 - Los alegres vividores (The Young in Heart)  - Candidatura a la mejor música original.
- 1940 - Rebeca (Rebecca)  - Candidatura a la mejor música original.
- 1941 - El extraño caso del Dr. Jekyll (Dr. Jekyll and Mr. Hyde) - Candidatura a la mejor banda sonora de película dramática.
- 1941 - Sospecha (Suspicion) - Candidatura a la mejor banda sonora de película dramática.
- 1945 - Objetivo Birmania (Objective Burma) - Candidatura a la mejor banda sonora de película dramática.
- 1946 - Humoresque (Humoresque) - Candidatura a la mejor banda sonora de película dramática.
- 1950 - El crepúsculo de los dioses (Sunset Boulevard) - Premio a la mejor banda sonora de película dramática.
- 1951 - Un lugar en el sol (A Place In The Sun) - Premio a la mejor banda sonora de película dramática.
- 1954 - El cáliz de plata (The Silver Chalice) - Candidatura a la mejor banda sonora de película dramática.
- 1959 - Historia de una monja (The Nun's Story) - Candidatura a la mejor banda sonora de película dramática.
- 1962 - Taras Bulba (Taras Bulba) - Candidatura a la mejor banda sonora de película dramática.

## Filmografía parcial
- The Man in Search of His Murderer (1931)
- Liliom (1934)
- Mauvaise Graine (1934)
- La novia de Frankenstein (1935)
- Fury (1936)
- Captains Courageous (1937)
- A Christmas Carol (1938)
- The Young in Heart (1938) (2 candidaturas al Óscar)
- Lady of the Tropics (1939)
- Rebecca (1940) (candidatura al Óscar)
- The Philadelphia Story (1940)
- Suspicion (1941) (candidatura al Óscar)
- Dr. Jekyll and Mr. Hyde (1941) (candidatura al Óscar)
- Her Cardboard Lover (1942)
- Objective, Burma! (1945) (candidatura al Óscar)
- Humoresque (1946) (candidatura al Óscar)
- Possessed (1947)
- Dark City (1950)
- The Furies (1950)
- Sunset Boulevard (1950) (Premio Óscar)
- He Ran All the Way (1951)
- Anne of the Indies (1951)
- A Place in the Sun (1951) (Premio Óscar)
- Phone Call from a Stranger (1952)
- Stalag 17 (1953)
- Demetrius and the Gladiators (1954)
- Rear Window (1954)
- The Silver Chalice (1954) (candidatura al Óscar)
- Elephant Walk (1954)
- Mister Roberts (1955)
- Peyton Place (1957)
- Run Silent, Run Deep (1958)
- The Nun's Story (1959) (candidatura al Óscar)
- Career (Los ambiciosos) (1959), de Joseph Anthony.
- Return to Peyton Place (1961)
- Taras Bulba (1962) (candidatura al Óscar)

## Selección de obras de concierto
- Carmen Fantasie, (1946) para violín y orquesta.
- Tristan and Isolde Fantasy, para violín, piano y orquesta
- Auld Lang Syne Variations (1947), para violín y conjunto de cámara. Movimientos: "Eine kleine Nichtmusik," "Moonlight Concerto," "Chaconne a son gout," y "Hommage to Shostakofiev."
- The Song of Terezín (1964–65), basada en poemas de niños internados en el campo de concentración de Theresienstadt.
- Joshua (1959), Oratorio.

## Premios y distinciones
Premios Óscar
| Año  | Categoría                                              | Película                          | Resultado |
| ---- | ------------------------------------------------------ | --------------------------------- | --------- |
| 1939 | Mejor orquestación                                     | Los alegres vividores             | Nominado  |
| 1941 | Mejor banda sonora original                            | Rebecca                           | Nominado  |
| 1942 | Mejor banda sonora                                     | El extraño caso del doctor Jekyll | Nominado  |
| 1942 | Mejor banda sonora                                     | Suspicion                         | Nominado  |
| 1947 | Mejor banda sonora de una película dramática o comedia | De amor también se muere          | Nominado  |
| 1951 | Mejor banda sonora de una película dramática o comedia | El crepúsculo de los dioses       | Ganador   |
| 1952 | Mejor banda sonora de una película dramática o comedia | Un lugar en el sol                | Ganador   |
| 1955 | Mejor banda sonora de una película dramática o comedia | El cáliz de plata                 | Nominado  |
| 1960 | Mejor banda sonora de una película dramática o comedia | Historia de una monja             | Nominado  |
| 1963 | Mejor banda sonora – sustancialmente original          | Taras Bulba                       | Nominado  |